# Geranium maderense
Geranium maderense är en näveväxtart som beskrevs av Peter Frederick Yeo. Geranium maderense ingår i släktet nävor, och familjen näveväxter. IUCN kategoriserar arten globalt som akut hotad. Inga underarter finns listade i Catalogue of Life.